# Saint-Maurice-la-Souterraine
Saint-Maurice-la-Souterraine é uma comuna francesa na região administrativa da Nova Aquitânia, no departamento de Creuse. Estende-se por uma área de 39,72 km². Em 2010 a comuna tinha 1 249 habitantes (densidade: 31,4 hab./km²).